# مارتاين ميردينك
مارتاين ميردينك (بالهولندية: Martijn Meerdink)‏ (15 سبتمبر 1976 بفينترسفايك في هولندا - ) هو لاعب كرة قدم هولندي في مركز الوسط. شارك مع منتخب هولندا لكرة القدم. أما مع النوادي، فقد لعب مع إي زد ألكمار ودي غرافشاب ونادي غرونينغن.

## مسيرته الكروية
لعب مارتاين ميردينك خلال مسيرته الاحترافية مع 3 أندية في خمسة عشر موسمًا وسجل خلالها 41 هدفًا ضمن 230 مباراة. ولم يفز بأي موسم بالكأس أو بالدوري.
خاض مارتاين ميردينك مسيرته مع نادي دي غرافشاب في موسم 1996–97 في المرة الأولى ليلعب معه ستة مواسم ثم في موسم 2009–10 لمدة موسم واحد، مشاركًا طوالها في 92 مباراة سجل خلالها 21 هدفًا. ثم انتقل إلى نادي إي زد ألكمار في موسم 2002–03 ليلعب معه خمسة مواسم، حيث شارك في 94 مباراة سجل خلالها 18 هدفًا. لينتقل بعدها إلى نادي غرونينغن في موسم 2006–07 واستمر معه طيلة ثلاثة مواسم، مشاركًا في 44 مباراة سجل خلالها هدفين.

## وصلات خارجية
- مارتاين ميردينك على موقع قاعدة بيانات كرة القدم.إي يو (الإنجليزية)
- مارتاين ميردينك على موقع ناشيونال فوتبول تيمز (الإنجليزية)
- مارتاين ميردينك على موقع عالم كرة القدم.نت (الإنجليزية)